# Pentakosiomedimnoi
Pentakosiomedimnoi, Oudgrieks: Πεντακοσιομέδιμνοι, was in de archaïsche tijd van Athene de rijkste van de vier bevolkingsgroepen. Het komt van het Griekse telwoord voor 500 en μέδιμνος, médimnos, een Oudgriekse inhoudsmaat.
De archont Solon kreeg in het jaar 594 v. Chr. speciale volmachten om de conflicten tussen de adel en de rest van de bevolking bij te leggen. Hij moest een oplossing brengen voor de ontevredenheid tussen twee groepen: rijken niet van adel enerzijds, die naar politieke medezeggenschap streefden, en de in schuld geraakte boeren en anderzijds, die schulddelging en landverdeling eisten.
Om te beginnen deelde Solon de Atheense burgers in vier vermogensklassen in. De rijke en wat minder rijke adel en de nouveau riche werden in de eerste twee klassen ingedeeld. De pentakosiomedimnoi, 500 schepelmannen, waren mannen die 500 schepel aan graan bezaten. De pentakosiomedimnoi en de hippeis, mannen die streden op paarden, de cavalerie, de op een na rijkste bevolkingsgroep, konden in de Ekklèsia, in de volksvergadering tot archont worden gekozen.
De belangrijkste verandering in Athene na Solon was dat bezit telde om in een van de vier bevolkingsgroepen te worden ingedeeld, en niet de afkomst.